# دیوید بلک
دیوید بلک (David Black) (زادهٔ ۲۲ مارس ۱۸۶۸–۱۹۴۰) بازیکن فوتبال اهل اسکاتلند بود.

## باشگاهی
از باشگاه‌هایی که در آن بازی کرده‌است می‌توان به باشگاه فوتبال آرسنال، باشگاه فوتبال برنلی، باشگاه فوتبال میدلزبرو، باشگاه فوتبال ولورهمپتون واندررز، باشگاه فوتبال تاتنهام هاتسپر، باشگاه فوتبال گریمزبی تاون، و تیم ملی فوتبال اسکاتلند اشاره کرد.

## تیم ملی
وی همچنین در تیم ملی فوتبال اسکاتلند بازی کرده‌است.